# 8817 Ройтревел
8817 Ройтревел (8817 Roytraver) — астероїд головного поясу, відкритий 13 травня 1985 року.
Тіссеранів параметр щодо Юпітера — 3,650.